# Agata Pyzik
Agata Pyzik (ur. 1983) – polska krytyczka sztuki, eseistka i dziennikarka. Pisze zarówno do polskich („Dwutygodnik”, „Krytyka Polityczna”, „Polityka”, „Szum”) jak i brytyjskich („The Guardian”, „The Wire”) czasopism. Jej zainteresowania obejmują głównie kulturę i politykę krajów postkomunistycznych, okres zimnej wojny, skutki transformacji ustrojowej. Znana głównie z książki Biedni, ale sexy. Zderzenia kulturowe na wschodzie i zachodzie Europy.

## Życiorys
Uczęszczała do prywatnej szkoły. W Warszawie studiowała m.in. filozofię, historię sztuki i amerykanistykę. Pisała do „Gazety Wyborczej”, „Przekroju”, „Polityki”, a także do muzycznego magazynu „Glissando”, głównie o sztuce współczesnej, muzyce, architekturze. Zajmowała się także tłumaczeniem, przełożyła m.in.  na język angielski Miasto jako idea polityczna Krzysztofa Nawratka, wydane w 2011 przez Uniwersytet w Plymouth, oraz na język polski utwory Jamesa Schuylera. Pracowała także dla Fundacji Bęc Zmiana.
W 2013 roku wydała Poor But Sexy: Culture Clashes in Europe East and West przez wydawnictwo Zero Books, wydane w języku polskim w 2018 roku. W książce analizowała wpływ transformacji ustrojowej z socjalizmu w neoliberalny kapitalizm na sztukę i kulturę w państwach byłego bloku wschodniego. Przez długi czas mieszkała w Londynie i Warszawie, od 2015 roku wróciła na stałe do Polski.
W 2017 roku rozpoczęła pracę nad Japan's Tin Drum (33⅓), monografią brytyjskiego zespołu synthpopowego Japan, oraz książką Dziewczyna i pistolet z Fundacją Razem Pamoja.

## Publikacje
- Poor But Sexy: Culture Clashes in Europe East and West (Zero Books, 2014)